# Varena (Italië)

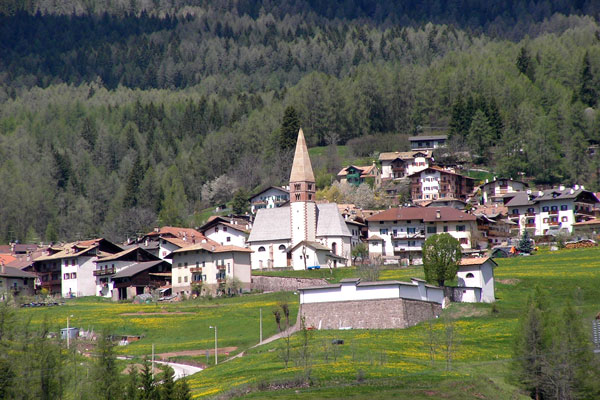

Varena is een gemeente in de Italiaanse provincie Trente (regio Trentino-Zuid-Tirol) en telt 825 inwoners (31-12-2004). De oppervlakte bedraagt 23,2 km², de bevolkingsdichtheid is 36 inwoners per km².

## Demografie
Varena telt ongeveer 344 huishoudens. Het aantal inwoners steeg in de periode 1991-2001 met 3,8% volgens cijfers uit de tienjaarlijkse volkstellingen van ISTAT.
| Jaar | Inwoneraantal |
| ---- | ------------- |
| 1991 | 770           |
| 2001 | 799           |

## Geografie
Varena grenst aan de volgende gemeenten: Deutschnofen (BZ), Aldein (BZ), Tesero, Daiano en Cavalese.